# Ignác Josef Preiss
Ignác Josef Preiss OPraem., něm. Ignaz Josef Preiß, rodným jménem Josef Joachim Preiss (20. března 1870 Mladá Boleslav – 29. března 1966 Moravec) byl český katolický kněz, premonstrát, žatecký děkan a osobní arciděkan.

## Život

### Začátky
Pocházel z rodiny zhotovitele střelných zbraní pro měšťany Josefa Preisse. Matka se jmenovala Anna. Rozhodl se pro duchovní dráhu a vstoupil do premonstrátského řádu. Jako dvacetiletý v Praze na Strahově v bazilice Nanebevzetí Panny Marie 25. května 1890 složil řeholní sliby. Na kněze byl vysvěcen 16. června 1893. V letech 1895–1898 byl kaplanem v Jihlavě. Poté nastoupil od 4. 1. 1899 jako 2. kaplan do Žatce na děkanství. Spolu s ním nastoupil jako 1. žatecký kaplan Raymund Karel Hummel O.Praem., který však v září 1900 pro nemoc odjel do domovského kláštera a Preiss se stal 1. kaplanem. Mezitím v listopadu 1899 oslavil žatecký děkan Alois Josef Hanel sedmdesátiny a Preiss byl v čele delegace, která mu po bohoslužbě gratulovala. Místo žatecká městská kronika uvádí, že dojetí z proslovů záhy vystřídaly rozpaky. V restauračním zařízení na Střelnici totiž večer kromě katolického spolku v čele s Hanelem slavili i místní radikálové. Ti se úkor přítomného duchovenstva vykřikovali: „Pryč od Říma!", „Mizerní flanďáci!" a jiné proticírkevní narážky. Přelom 19. a 20. století byl totiž v Žatci poznamenán růstem radikalismu a nacionalismu, který předznamenával nálady 20. století. 26. května 1900 na německé části tehdejší Karlo-Ferdinandovy univerzity Preiss promoval a stal se doktorem teologie. 4. dubna 1905 byl jmenován administrátorem kvůli špatnému zdravotnímu stavu stávajícího děkana Hanela. Preiss se stal jeho nástupcem. Po smrti Hanela se od 1. 8. 1916 stal žateckým děkanem.

### Žatecký děkan
Vzhledem k povolání svého otce se stal duchovním poradcem žateckého spolku ostrostřelců. Ve spolku působili také příbuzní Norberta Josefa Oswalda, který byl v Žatci děkanem v letech 1832–1862. Když 20. září 1925 pořádali ostrostřelci velkou slavnost, byla její součástí i bohoslužba a odpoledne závody ve střelbě. Následoval ve spolku slavnostní večer na počest 50. výročí členství Josefa Oswalda (Oßwalda). Ten byl synovcem někdejšího děkana Norberta Oswalda. Zároveň se slavilo i 25 let Preissovy činnosti pro ostrostřelce. Kronikář zároveň zmínil, že Josef Oswald byl posledním nositelem tohoto jména, protože jeho syn Franz padl na italské frontě za I. světové války.
Jako kazatel byl přesvědčivý a žatecká kronika uvádí i jeho kázání u příležitosti dne matek v roce 1927. V kázání nejen chválil, ale i kritizoval, že mnohé ženy tehdy matkami být nechtěly. Připomněl, že mrtvé matky žijí dále ve svých dětech. Chválil rovněž německé matky za jejich obětavost a lásku.

### Zvony a slavnosti
V roce 1925 dostal kostel sv. Václava zvon, který posvětil děkan Preiss. Německy mluvící Žatec v jeho době živě prožíval trauma z I. světové války. To se promítlo i do slavnosti vítání pěti nových zvonů pro děkanský kostel v roce 1927. Jeden ze zvonů byl věnován přímo obětem a pojmenován Zvon hrdinů. Další získaly názvy Mariánský zvon (později zvaný městský), Sv. Alžběta, Sv. Florián (zvaný také hasičský) a Anděl strážný. Každý měl své kmotry. Na nápisu na Mariánském zvonu je objevilo i jméno tehdejšího starosty Rudolfa von Schönfelda a děkana Preisse. Zvony vyrobila firma Herold z Chomutova. Původní zvony musely být odevzdány pro potřeby fronty za první světové války v roce 1916. Zvony byly slavnostně uvítány 25. června 1927 na mostě přes Ohři a přes Nákladní ulici přivezeny ke kostelu ve slavnostním průvodu. Další část slavnosti následovala 26. června 1927 za účasti většiny obyvatel města. Spolky šly organizovaně z tehdejší ulice Wussinovy (dnes Komenského) aleje k tribuně před kostelem. Zde se shromáždilo téměř 8 tisíc lidí. V 11 hodin posvětil zvony děkan Preiss. Následovala lidová veselice na Střelnici. Poprvé zvony zazněly v sobotu 2. července 1927. Zvon hrdinů zvonil na počest padlým po pobožnosti sloužené děkanem Preissem celou hodinu.
V roce 1933 byla sloužena slavnostní bohoslužba u příležitosti 40. výročí jeho kněžského svěcení. Žatecká kronika uvádí, že při tradiční slavnosti Božího těla na žateckém náměstí zde byly tzv. „polní oltáře“, a že přes náměstí bývala slavnostně přenášena i socha klášterního kostela, která se po skončení slavnosti vracela zpátky na původní místo. Když byl v roce 1938 Žatec připojen k Říši, vliv církve silně ustoupil do pozadí. Preiss však působil v Žatci až do skončení II. světové války v roce 1945.

### Závěr života
Po válce uvolnil místo žateckého děkana a od 1. 8. 1945 se farnosti na jeden měsíc ujal mezitímní duchovní správce (administrator intercalaris) Raimund Petr Holakovský O.Praem., kterého od 1. 9. 1945 vystřídal děkan Gerlak Josef Mazal O.Praem. Poslední léta svého života Preiss žil v Charitním domově na Moravci. Zde také 26. března 1966 zemřel. Pohřben byl 29. března 1966 na hřbitově na Moravci.